# Megasema unimacula
Megasema unimacula là một loài bướm đêm trong họ Noctuidae.